# فارزي (إميليا رومانيا)
فارزي (بالإيطالية: Varsi)‏ هي بلدية في مقاطعة بارما في إقليم إميليا رومانيا الإيطالي.

## السكان
في سنة 1861 بلغ عدد السكان 3٬335 نسمة، وتطور العدد ليصل في سنة 2011 لـ 1٬281 نسمة.
يظهر هذا المخطط البياني تطور النمو السكاني لـ فارزي (إميليا رومانيا)